# Mauro Óbolo
Mauro Iván Óbolo (Arroyito, Córdoba, Argentina, 28 de septiembre de 1980) es un exfutbolista argentino que jugó como delantero. Actualmente es Mánager deportivo de Real Zaragoza

## Trayectoria
Comenzó a jugar en Club Deportivo y Cultural Arroyito desde muy joven, hasta que en 1995 Jorge Griffa lo llevó a jugar a las inferiores de Boca Juniors, donde era suplente de Christian Giménez y no tuvo muchos minutos de juego. Al final de ese año el club decidió dejarlo libre. 
En 1997 se probó en Independiente pero el club no lo fichó. Tras un breve regreso a Córdoba se probó en Vélez donde sí fue fichado. Debutó en 1999, ingresando en lugar de Rolando Zárate a 10 minutos del final en la victoria de su equipo por 2-1 contra Gimnasia de Jujuy. Permaneció en el club hasta 2001, marcando 6 goles.
En el año 2001, sin protagonismo en Vélez, pasó a préstamo a Belgrano, club del que es simpatizante. En la última fecha del torneo Belgrano cayó por 2-1 contra Unión, descendiendo a la Primera B Nacional. No obstante, ese mismo año jugó en la etapa clasificatoria para la Copa Mundial de Fútbol Juvenil de 2001.
En 2002 emprendió su primera experiencia europea, fichando por el Piacenza Calcio de Italia, donde actuó hasta 2003. En ese momento regresó a Vélez, donde con poca continuidad permaneció hasta 2004, cuando fue cedido a Lanús. En el club del sur del Gran Buenos Aires actuó desde 2004 hasta 2005. Nuevamente en Europa hizo su presentación en el Burgos Club de Fútbol de España, donde jugó entre 2005 y 2006.
En 2006 adquirió de común acuerdo su carta de libertad y fichó para jugar en el Arsenal Fútbol Club, en la Primera División de Argentina. En el equipo del Viaducto jugó una temporada completa y fue pieza fundamental, jugando 37 partidos y marcando un total de 9 goles en los dos campeonatos y logrando la clasificación a la Copa Sudamericana 2007 (en la que Arsenal finalmente se consagraría campeón) y a la Copa Libertadores 2008.
En 2007 su pase fue vendido al AIK de Suecia, donde jugó por dos años y medio. En Estocolmo obtuvo sus dos primeros títulos, la Allsvenskan y Copa de Suecia, siendo titular indiscutido y marcando un total de 28 goles en 80 partidos. También estuvo entre los candidatos a ser elegido en los Premios de Fútbol Sueco como mejor jugador, compartiendo la candidatura con Zlatan Ibrahimović del Barcelona, Marcus Berg del Hamburgo SV y Tobias Hysén del IFK Göteborg. Su desempeño fue tan bueno que en algunos medios locales se rumoreó que se habían iniciado los trámites de ciudadanía para convocarlo al combinado sueco.
En enero de 2010, Óbolo dejó AIK a Arsenal, donde se convirtió en titular indiscutido. En enero de 2012 volvió a Vélez. Su debut en esta tercera etapa en el club fue en la Copa Libertadores 2012 ante Defensor Sporting y Óbolo anotó uno de los tantos de la victoria de su equipo por 3 a 0, además anotó un gol ante el santos de Brasil 1 a 0 (victoria de Vélez). A los pocos días debutó en el Torneo Clausura 2012 con un gol en el empate por 1 a 1 ante Godoy Cruz. En esta etapa llegó a 14 goles en 53 partidos en la Primera División del Vélez Sarsfield.
En julio de 2012 fichó por el club mendocino Godoy Cruz donde anota 16 goles en 76 partidos.
En julio de 2014 fichó por la Universidad Católica de Chile siendo dirigida por su compatriota Julio César Falcioni. En el equipo cruzado, por su bajo rendimiento, deja la institución al año.
En enero de 2015 ficha por Club Atlético Belgrano, equipo donde se retira profesionalmente a los 35 años en el 2016.

## Selección nacional
Jugó el Campeonato Sudamericano Sub-20 de 2001 en Ecuador. El seleccionado argentino en aquel entonces salió segundo.

## Clubes
| Club                 | País      | Año         | PJ | Goles |
| -------------------- | --------- | ----------- | -- | ----- |
| Vélez Sarsfield      | Argentina | 1998 - 2001 | 64 | 25    |
| Belgrano             | Argentina | 2001 - 2002 | 37 | 18    |
| Piacenza Calcio      | Italia    | 2002 - 2003 | 19 | 18    |
| Vélez Sarsfield      | Argentina | 2003        | 19 | 7     |
| Lanús                | Argentina | 2004 - 2005 | 32 | 14    |
| Burgos               | España    | 2005 - 2006 | 36 | 29    |
| Arsenal              | Argentina | 2006 - 2007 | 37 | 9     |
| AIK Solna            | Suecia    | 2007 - 2009 | 84 | 38    |
| Arsenal              | Argentina | 2009 - 2011 | 66 | 15    |
| Vélez Sarsfield      | Argentina | 2011 - 2012 | 38 | 27    |
| Godoy Cruz           | Argentina | 2012 - 2014 | 76 | 23    |
| Universidad Católica | Chile     | 2014        | 10 | 1     |
| Belgrano             | Argentina | 2015 - 2016 | 34 | 12    |

## Palmarés

### Campeonatos nacionales
| Título         | Club          | País   | Año  |
| -------------- | ------------- | ------ | ---- |
| Allsvenskan    | AIK Estocolmo | Suecia | 2009 |
| Copa de Suecia | AIK Estocolmo | Suecia | 2009 |

### Otros logros
| Logro                     | Club     | País      | Año  |
| ------------------------- | -------- | --------- | ---- |
| Liguilla Pre-Sudamericana | Belgrano | Argentina | 2016 |